# Kanadische Unterhauswahl 1997
- NDP: 21
- BQ: 44
- Lib: 155
- PC: 20
- Reform: 60
- Unabh.: 1

Die 36. kanadische Unterhauswahl (engl. 36th Canadian General Election, frz. 36e élection fédérale canadienne) fand am 2. Juni 1997 statt. Gewählt wurden 301 Abgeordnete des kanadischen Unterhauses (engl. House of Commons, frz. Chambre des Communes). Der Umbruch der politischen Landschaft vier Jahre zuvor wurde weitgehend bestätigt. Die Liberale Partei von Jean Chrétien behauptete trotz leichter Verluste die absolute Mehrheit, während die Reformpartei den Bloc Québécois als stärkste Oppositionskraft ablöste. Zwar konnte die Progressiv-konservative Partei etwas zulegen, erlangte ihre frühere Bedeutung aber bei weitem nicht.

## Die Wahl
Premierminister Jean Chrétien bat Generalgouverneur Roméo LeBlanc am 26. April 1997 um die Auflösung des Parlaments, fast eineinhalb Jahre vor dem spätestmöglichen Termin. Damit wollte er von den guten Werten bei Meinungsumfragen profitieren, die einen erdrutschartigen Sieg prognostizierten. Hinzu kam die Tatsache, dass keine der Oppositionsparteien in der Lage zu sein schien, den Liberalen gefährlich zu werden. Im Wahlkampf versprachen die Liberalen, die zu erwartenden Budgetüberschüsse zur Hälfte für Schuldenabbau und Steuersenkungen zu verwenden, während die andere Hälfte in den Ausbau des Gesundheitswesens und die Schaffung von Arbeitsplätzen fließen sollte. Trotz einiger Fauxpas, die Chrétien während des Wahlkampfs passiert waren, gingen die Liberalen erneut als Sieger hervor. Zwar verloren sie 22 Sitze, behielten aber knapp die absolute Mehrheit. Sie profitierten davon, dass die Opposition weiterhin zersplittert war. Fast zwei Drittel aller liberalen Abgeordneten kamen aus Ontario.
Die von Preston Manning angeführte Reformpartei strebte danach, die nationale Einheit durch Übertragung verschiedener Bundesaufgaben an die Provinzen zu erhalten. Ebenso setzte sie sich für Steuersenkungen und Ausgabenkürzungen sowie gegen einen besonderen Status für Québec ein. Mit diesem Programm wollte sie vor allem in Ontario einen Durchbruch erzielen. Während des Wahlkampfs sah sie sich wiederholt mit Anschuldigungen anderer Parteien und der Medien konfrontiert, wonach verschiedene ihrer Abgeordneten intolerante Absichten vertreten würden. Zwar gewann die Reformpartei acht Sitze hinzu und stieg zur größten Oppositionspartei auf, doch war ihre Wählerbasis auf Westkanada beschränkt. Östlich von Manitoba war sie nirgends vertreten und die angestrebten Sitzgewinne im ländlichen Teil Ontarios blieben aus.
Der Bloc Québécois unter dem neuen Parteivorsitzenden Gilles Duceppe verlor seinen Status als stärkste Oppositionspartei. In Québec (der einzigen Provinz, in der er antrat) verlor er fast einen Viertel seiner Wählerschaft und errang noch 44 von 75 Sitzen. Die Neue Demokratische Partei (NDP) unter Alexa McDonough legte um zwölf Sitze zu und erlangte die im Jahr 1993 eingebüßte Fraktionsstärke zurück. Insbesondere konnte die NDP in den atlantischen Provinzen zulegen – in einer Region, wo sie in ihrer bisherigen gesamten Parteigeschichte nur gerade drei Abgeordnete gestellt hatte.
Die Progressiv-konservative Partei, die 1993 fast ganz von der politischen Landkarte verschwunden war, konnte sich unter dem Vorsitz von Jean Charest (einem der damals zwei übrig gebliebenen Abgeordneten) etwas erholen und erreichte wieder Fraktionsstärke. Ihr Wahlprogramm war darauf ausgerichtet, die nationale Einigkeit wiederherzustellen und die Frankokanadier als eine sich von der englischsprachigen Mehrheit unterscheidende Gesellschaft anzuerkennen. Die Ergebnisse der Partei in ihren einstigen westkanadischen Hochburgen blieben angesichts der übermächtigen Konkurrenz der Reformpartei bescheiden. Nur in den atlantischen Provinzen konnte sie sich wieder als nennenswerte politische Kraft etablieren.
Die Wahlbeteiligung betrug 67,0 %.

### Gesamtergebnis

Übersicht der Provinzen und Territorien

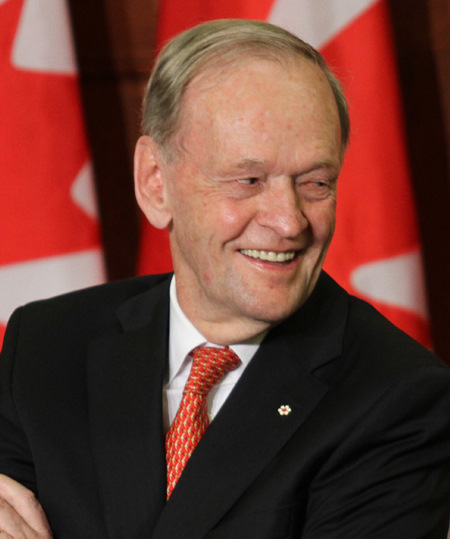
Jean Chrétien

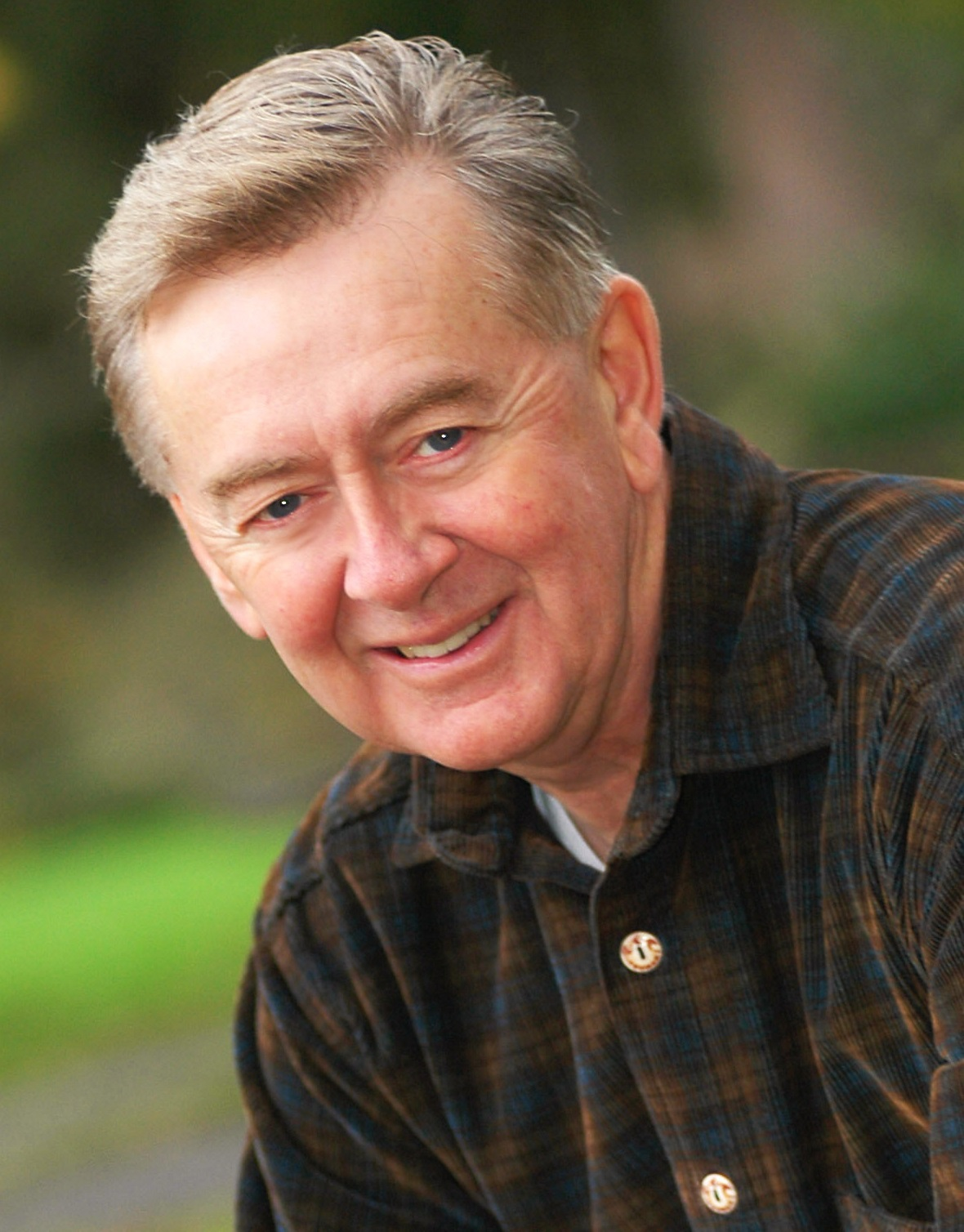
Preston Manning

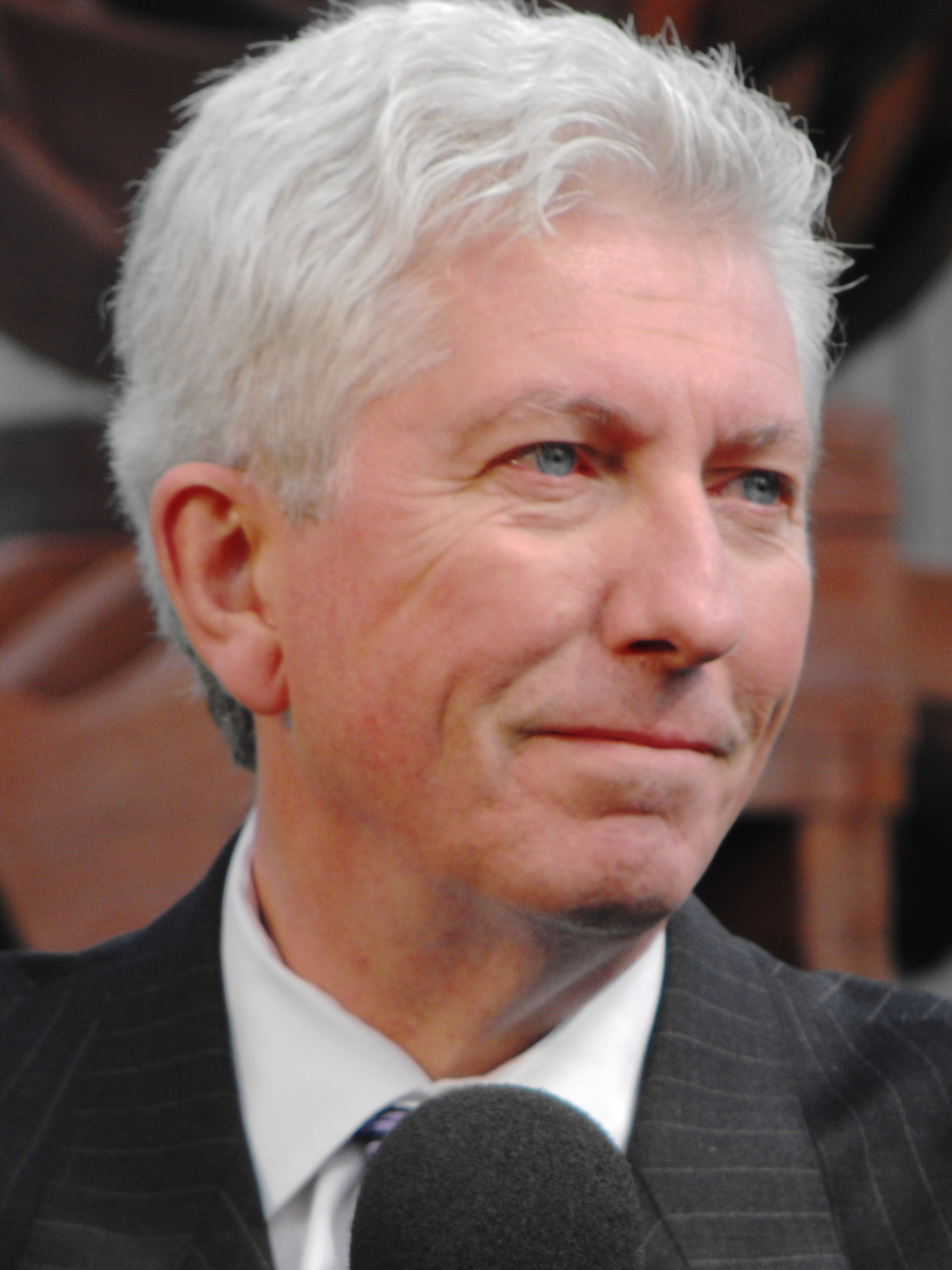
Gilles Duceppe

| Partei | Partei                         | Vorsitzender    | Kandi- daten | Sitze 1993 | bei Auf- lösung | Sitze 1997 | +/−  | Stimmen    | Wähler- anteil | +/−      |
| ------ | ------------------------------ | --------------- | ------------ | ---------- | --------------- | ---------- | ---- | ---------- | -------------- | -------- |
|        | Liberale Partei                | Jean Chrétien   | 301          | 177        | 174             | 155        | − 22 | 4.994.277  | 38,46 %        | − 2,78 % |
|        | Reformpartei                   | Preston Manning | 227          | 052        | 050             | 060        | + 08 | 2.513.080  | 19,35 %        | + 0,66 % |
|        | Bloc Québécois                 | Gilles Duceppe  | 075          | 054        | 050             | 044        | − 10 | 1.385.821  | 10,67 %        | − 2,85 % |
|        | Neue Demokratische Partei      | Alexa McDonough | 301          | 009        | 009             | 021        | + 12 | 1.434.509  | 11,05 %        | + 4,17 % |
|        | Progressiv-konservative Partei | Jean Charest    | 301          | 002        | 002             | 020        | + 18 | 2.446.705  | 18,84 %        | + 2,80 % |
|        | Unabhängige                    |                 | 071          | 001        | 006             | 001        |      | 34.507     | 0,27 %         | − 0,46 % |
|        | Grüne Partei                   | Joan Russow     | 079          |            |                 |            |      | 55.583     | 0,43 %         | + 0,19 % |
|        | Naturgesetzpartei              | Neil Paterson   | 136          |            |                 |            |      | 37.085     | 0,29 %         | − 0,34 % |
|        | Christian Heritage             | Ron Gray        | 053          |            |                 |            |      | 29.085     | 0,22 %         |          |
|        | Nicht parteigebunden           |                 | 005          |            |                 |            |      | 26.252     | 0,20 %         | + 0,11 % |
|        | Canadian Action Party          | Paul Hellyer    | 058          |            |                 |            |      | 17.502     | 0,13 %         |          |
|        | Marxisten-Leninisten           | Hardial Bains   | 065          |            |                 |            |      | 11.468     | 0,09 %         | + 0,05 % |
|        | vakant                         |                 |              |            | 004             |            |      |            |                |          |
| Gesamt | Gesamt                         | Gesamt          | 2.155        | 295        | 295             | 301        | + 6  | 12.985.974 | 100,0 %        |          |

### Ergebnis nach Provinzen und Territorien
| Partei      | Partei                         | Partei      | BC   | AB   | SK   | MB   | ON   | QC   | NB   | NS   | PE   | NL   | NW   | YK   | Gesamt |
| ----------- | ------------------------------ | ----------- | ---- | ---- | ---- | ---- | ---- | ---- | ---- | ---- | ---- | ---- | ---- | ---- | ------ |
|             | Liberale Partei                | Sitze       | 6    | 2    | 1    | 6    | 101  | 26   | 3    |      | 4    | 4    | 2    |      | 155    |
|             | Liberale Partei                | Anteil in % | 28,8 | 24,0 | 24,7 | 34,3 | 49,5 | 36,7 | 32.9 | 28,4 | 44,8 | 37,9 | 43,1 | 22,0 | 38,5   |
|             | Reformpartei                   | Sitze       | 25   | 24   | 8    | 3    |      |      |      |      |      |      |      |      | 60     |
|             | Reformpartei                   | Anteil in % | 43,1 | 54,6 | 36,0 | 23,7 | 19,1 | 0,3  | 13,1 | 9,7  | 1,5  | 2,5  | 11,7 | 25,3 | 19,4   |
|             | Bloc Québécois                 | Sitze       |      |      |      |      |      | 44   |      |      |      |      |      |      | 44     |
|             | Bloc Québécois                 | Anteil in % |      |      |      |      |      | 37,9 |      |      |      |      |      |      | 10,7   |
|             | Neue Demokratische Partei      | Sitze       | 3    |      | 5    | 4    |      |      | 2    | 6    |      |      |      | 1    | 21     |
|             | Neue Demokratische Partei      | Anteil in % | 18,2 | 5,7  | 30,9 | 23,2 | 10,7 | 2,0  | 18,4 | 30,4 | 15,1 | 22,0 | 20,9 | 28,9 | 11,0   |
|             | Progressiv-konservative Partei | Sitze       |      |      |      | 1    | 1    | 5    | 5    | 5    |      | 3    |      |      | 20     |
|             | Progressiv-konservative Partei | Anteil in % | 6,2  | 14.4 | 7,8  | 17,8 | 18,8 | 22,2 | 35,0 | 30,8 | 38,3 | 36,8 | 16,7 | 13,9 | 18,8   |
|             | Unabhängige                    | Sitze       |      |      |      |      | 1    |      |      |      |      |      |      |      | 1      |
|             | Unabhängige                    | Anteil in % | 0,6  | 0.2  | 0,1  | 0,3  | 0,6  | 0,4  |      | 0,4  |      | 0,5  | 7,6  | 8,9  | 0,5    |
|             | Grüne Partei                   | Anteil in % | 2,0  | 0,4  |      |      | 0,4  | 0,1  |      |      |      | 0,2  |      |      | 0,4    |
|             | Naturgesetzpartei              | Anteil in % | 0,3  | 0,3  | 0,2  | 0,1  | 0,2  | 0,3  | 0,6  | 0,4  | 0,1  | 0,2  |      |      | 0,3    |
|             | Christian Heritage             | Anteil in % | 0,4  | 0,1  |      | 0,4  | 0,4  |      |      |      | 0,2  |      |      | 1,0  | 0,2    |
|             | Canadian Action Party          | Anteil in % |      |      | 0,3  |      | 0,2  |      |      |      |      |      |      |      | 0,1    |
|             | Marxisten-Leninisten           | Anteil in % | 0,1  |      |      | 0,2  | 0,1  | 0,1  |      |      |      |      |      |      | 0,1    |
| Sitze total | Sitze total                    | Sitze total | 34   | 26   | 14   | 14   | 103  | 75   | 10   | 11   | 4    | 7    | 2    | 1    | 301    |